# Gomphomacromia paradoxa
Gomphomacromia paradoxa är en trollsländeart som beskrevs av Brauer 1864. Gomphomacromia paradoxa ingår i släktet Gomphomacromia och familjen skimmertrollsländor. Inga underarter finns listade i Catalogue of Life.